# Klub Polski w RFN
Klub Polski w RFN (niem. Polnischer Klub in der BRD e.V.) – organizacja polonijna założona w 1968 roku w Hamburgu przez byłych powstańców warszawskich i emigrantów politycznych.
Pierwszym prezesem Klubu został dr Józef Kaczmarczyk a „gospodarzem” inż. Maksymilian Pelc. Kolejnym prezesem wybrano Arkadiusza Kulaszewskiego, a po jego rezygnacji funkcję tę przejęła Elżbieta Satara-Rymarz. 
W Klubie od początku miały swoje siedziby Stowarzyszenie Polskich Kombatantów (SPK) i Związek Polskich Uchodźców (ZPU). Klub prowadził działalność polityczną, edukacyjną, towarzyską, a pierwszą siedzibę miał przy ulicy Moorkamp 5. Posiadał również własną bibliotekę polską, a w jego lokalu było też prowadzone północnoniemieckie biuro PAIRC (Polish-American Immigration and Relief Committee) organizujące emigrację do USA, Kanady, Australii i RPA.
Obecna działalność Klubu ma ograniczony charakter i nie posiada on własnego lokalu.